# Litteraturfrämjandets stora pris
Litteraturfrämjandets stora pris, från början kallat Stora priset, instiftades av Boklotteriet 1953 för att hedra "ett stort svenskt författarskap". Fram till 1967 var prissumman 25 000 kronor och därefter 50 000 kronor. Priset kallades i folkmun för "Lilla Nobelpriset". Den jury som utsåg pristagaren bestod av, ordinarie ledamöter ur Boklotteriets styrelse, ledamöter i Svenska Akademien, Sveriges Författarförbund och Publicistklubben.

## Pristagare
- 1953 – Ivar Lo-Johansson
- 1954 – Erik Lindegren
- 1955 – Harry Martinson
- 1956 – Eyvind Johnson
- 1957 – Gunnar Ekelöf
- 1958 – Per-Erik Rundquist
- 1959 – Tage Aurell
- 1960 – Hjalmar Gullberg
- 1961 – Artur Lundkvist
- 1962 – Johannes Edfelt
- 1963 – Karl Vennberg
- 1964 – Alf Henrikson
- 1965 – Tora Dahl
- 1966 – Lars Ahlin
- 1967 – Jan Fridegård
- 1968 – Sivar Arnér och Sara Lidman
- 1969 – Werner Aspenström
- 1970 – Birgitta Trotzig
- 1971 – Birger Norman
- 1972 – Lars Gyllensten
- 1973 – Sven Lindqvist
- 1974 – Lennart Hellsing
- 1975 – Sven Fagerberg
- 1976 – Sandro Key-Åberg
- 1977 – Tove Jansson
- 1978 – Östen Sjöstrand
- 1979 – Sven Rosendahl
- 1980 – Britt G. Hallqvist
- 1981 – Willy Kyrklund
- 1982 – Tomas Tranströmer
- 1983 – Elsa Grave
- 1984 – Hans O. Granlid
- 1985 – Karl Rune Nordkvist
- 1986 – Per Anders Fogelström
- 1987 – Ulla Isaksson
- 1988 – P.O. Enquist
- 1989 – Kerstin Ekman
- 1990 – Lars Norén
- 1991 – Barbro Lindgren

### Fotnoter
1. ↑  ”Litteraturfrämjandets stora pris”. International.se. http://www.internetional.se/carlemil/pristagare.pdf. Läst 1 juni 2012.